# Jens Haugland
Jens Haugland (* 16. April 1910 in Bjelland, Marnardal, Vest-Agder; † 2. Mai 1991 in Marnardal, Vest-Agder) war ein norwegischer Jurist und Politiker der Arbeiderpartiet, der unter anderem von 1954 bis 1973 Mitglied des Storting und zwischen 1955 und 1963 Justizminister in der Regierung Gerhardsen III war und von 1963 bis 1965 in der Regierung Gerhardsen IV das Amt des Ministers für Kommunen und Arbeit bekleidete. 

## Leben

### Rechtsanwalt und Abgeordneter
Haugland, Sohn des Landwirts Nils Haugland und von Anna Mjaaland, begann nach dem Schulbesuch 1932 ein Studium der Rechtswissenschaften an der Universität Oslo, das er 1936 als Candidatus juris (Cand. jur.) abschloss. Während des Studiums trat er der Arbeiderpartiet bei und nahm nach Abschluss des Studiums eine Tätigkeit als Rechtsanwalt auf. 1943 gründete er eine eigene Anwaltskanzlei in Kristiansand, floh aber kurz darauf wegen seiner Tätigkeit im Widerstand gegen die deutsche Besatzungsmacht nach Schweden, wo er bis 1945 Sekretär der norwegischen Legation in Stockholm war.
Nach Ende des Zweiten Weltkrieges kehrte Haugland nach Norwegen zurück und nahm seine Tätigkeit als Rechtsanwalt auf. Daneben begann er sein politisches Engagement in der Kommunalpolitik und war zwischen 1945 und 1954 Mitglied des Stadtrates von Kristiansand. Er war zwischen 1950 und 1954 auch Mitglied des Vorstandes der dortigen Arbeiterpartei. 1951 erhielt er seine Zulassung als Rechtsanwalt beim Obersten Gerichtshof (Norges Høyesterett).
Bei der Wahl vom 12. Oktober 1953 wurde Haugland als Kandidat der Arbeiderpartiet erstmals zum Mitglied des Storting gewählt und vertrat in diesem bis zur Wahl vom 10. September 1973 die Interessen des Fylke Vest-Agder. Zu Beginn seiner Parlamentszugehörigkeit war er von Januar 1954 bis November 1955 Mitglied des Wahlausschusses und Mitglied des Justizausschusses.

### Minister und Ausschussvorsitzender
Am 1. November 1955 wurde Haugland von Ministerpräsident Einar Gerhardsen als Nachfolger von Jens Christian Hauge als Justizminister (Justis- og politiminister) in dessen dritte Regierung berufen, der er bis zum Ende von Gerhardsens Amtszeit am 28. August 1963 angehörte. Während seiner langjährigen Kabinettszugehörigkeit gehörte er im Gegensatz zu den Ministern Trygve Bratteli und Halvard Lange sowie dem langjährigen Parteisekretär Haakon Lie zu den loyalen Unterstützern des Ministerpräsidenten, insbesondere bei wichtigen außen- und verteidigungspolitischen Entscheidungen jener Zeit. Eine unklare Haltung hatte er in Bezug auf Asbjørn Bryhn, den Leiter des Nachrichtendienstes PST (Politiets sikkerhetstjeneste). Er versuchte den Einfluss und die Kontrollbefugnisse des ihm unterstellten PST durch ministerielle Regelungen einzuschränken.
Nach dem Ende der bürgerlichen Minderheitsregierung von Ministerpräsident John Lyng übernahm er in der vierten Regierung Gerhardsen vom 25. September 1963 bis zum Ende von Gerhardsens diesmaliger Amtszeit am 12. Oktober 1965 das Amt als Minister für Kommunen und Arbeit (Kommunal- og arbeidsminister).
Nach seinem Ausscheiden aus der Regierung war er zwischen 1968 und 1980 Richter (Sorenskriver) in Setesdal. Nachdem er zwischen Oktober 1965 und September 1969 Mitglied des Justizausschusses war, fungierte er während seiner letzten Legislaturperiode von Oktober 1969 bis September 1973 als Vorsitzender des Justizausschusses des Storting. Während dieser Zeit entwickelte er eine kritischere Einstellung zur NATO als während seiner Ministerzeit und stand auch als Vorsitzender des norwegischen Griechenlandkomitees (Den norske Hellaskomiteen) zwischen 1968 und 1970 sowohl der griechischen Militärdiktatur als auch der USA ablehnend gegenüber. Darüber hinaus lehnte er eine Vollmitgliedschaft Norwegens in den Europäischen Gemeinschaften ab. Er engagierte sich zu dem zwischen 1975 und 1977 als Mitglied des Vorstandes von Noregs Mållag, ein in Oslo ansässiger Verein, der sich für die Förderung von Nynorsk als Schriftsprache und die Verwendung von Dialekt in allen Bereichen der gesprochenen Sprache einsetzt.
Haugland, der zuletzt von 1980 bis zu seinem Tode 1991 als Rechtsanwalt in seinem Geburtsort Bjelland tätig war, war seit 1945 mit Edith Høie verheiratet.

## Veröffentlichungen
- Juntaen ut av Nato, 1970
- Dagbok frå Kongens råd, 1986, ISBN 8-2521-2639-1
- Dagbok frå Løvebakken. Fragment av eit politisk liv, 1988, ISBN 8-2521-3082-8
- Bølgjer i retten. Frå jussens muntre bakgard, Mitautor Alf Nordhus, 1989